# アラクシ・ディギト・クリ
アラクシ・ディギト・クリ（モンゴル語: Alaqši Digid Quri,中国語: 阿剌兀思剔吉忽里,? - 1227年）は、13世紀初頭にチンギス・カンに仕えたテュルク系オングト部族長。チンギス・カンの娘を妻としたことから駙馬（キュレゲン）と称し、アラクシの子孫はモンゴル帝国-大元ウルスにおいて「オングト駙馬王家」として尊重された。
『元史』などの漢文史料では阿剌兀思剔吉忽里、『集史』などのペルシア語史料ではŪlāqūsh Tīkīn Qūrīاولاقوش تیکین قوریと記される。「アラクシ」が鵲を意味する本名で、「ディギト・クリ」が称号に当たる。「ディギト」はテュルク諸語の称号「テギン」の複数形で、書籍によってはアラクシ・テギン・クリ（アラクシ・テギン）と表記されることも多い。

## 概要

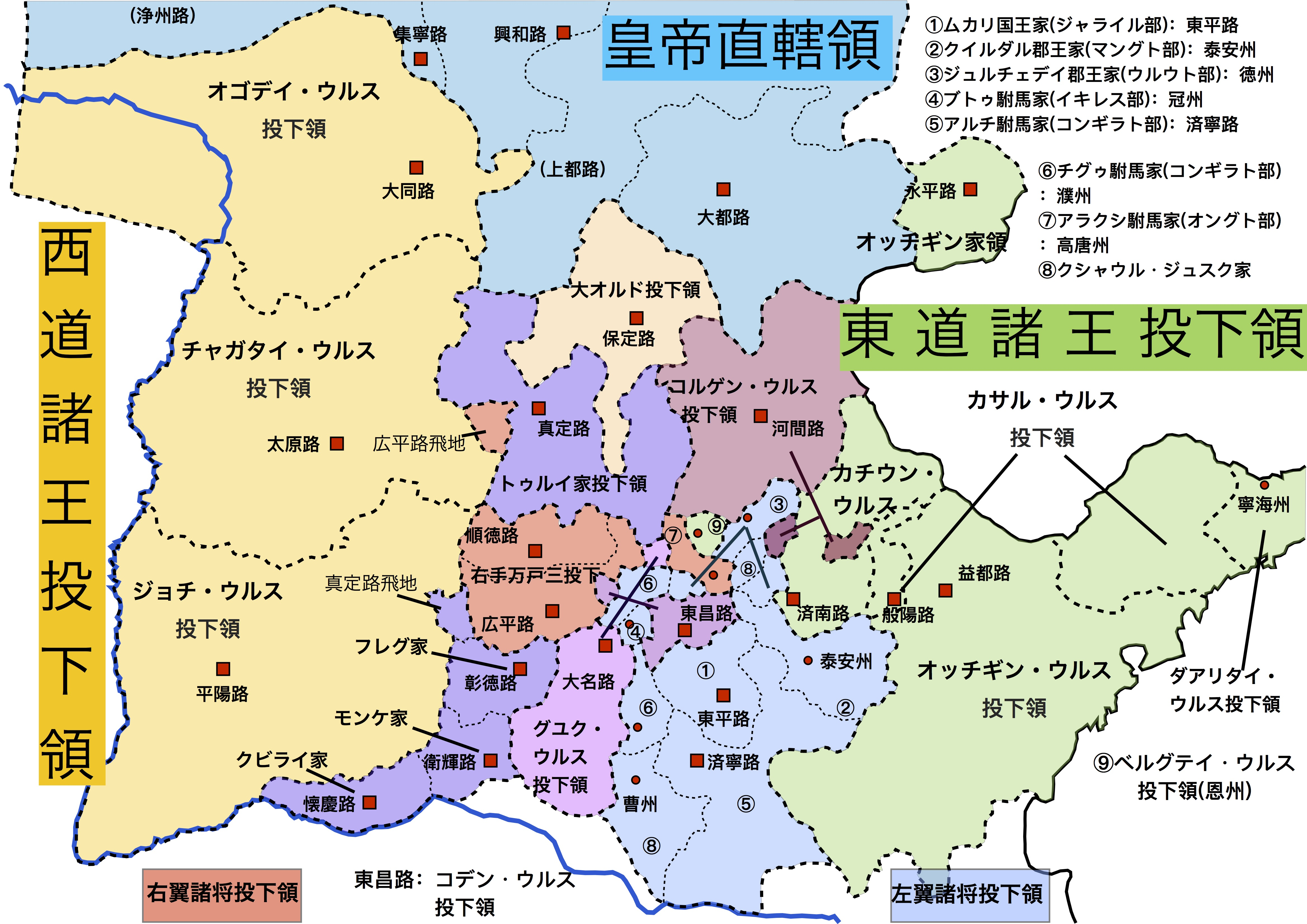
モンゴル時代の華北投下領。中央部⑦がアラクシ家の領地高唐州

おなじテュルク系のチョロース氏（ナイマン部）や天山ウイグル王国といった8世紀のウイグル帝国の後裔は皆樹液を吸って育ったボー・ハーン（「巫王」の意）を始祖とする伝承を有しており、同じくウイグルから分派したオングト部族長のアラクシもブク・ハーンの子孫と称していた。アラクシら歴代のオングト部族長は金朝に仕え、黄河湾曲部北方の長城を守る役目を与えられていた。
遠祖を同じくし、ともにネストリウス派キリスト教を信仰するオングト部とナイマン部は古くから姻戚関係を有しており、時のナイマン部族長タヤン・カンはテムジン（チンギス・カン）率いるモンゴル部の勃興を脅威に思い使者トルビ・タシをアラクシに派遣して同盟を組むことを要請した。しかしアラクシはオングト部を拠点とし、後にテムジンに仕えるようになった商人ハサン・ハージーを通じてモンゴル部の情勢を熟知しており、古くからの隣人であるナイマン部との関係を絶ちモンゴルのテムジンと同盟を組むことを決定した。当時オングト部内ではタヤン・カンに従うべしとする者が多かったが、アラクシは反対意見を抑えてナイマンからの使者を捕らえ、使者ユクナンをテムジンに派遣してナイマンの謀略を告げ、共にナイマンを攻めるという約定を交わした。
ナイマン部を平定したテムジンはモンゴリアの大部分を統一し、1206年モンゴル帝国を建国してチンギス・カンと称した。モンゴル帝国の成立後、アラクシはオングト部4千人隊の千人隊長に任ぜられ、『元朝秘史』の功臣表では88位に位置づけられた。チンギス・カンが金朝侵攻を計画するとアラクシは長城を越えて進出するルートをチンギス・カンに明け渡し、さらにモンゴル軍の先導を買って出たが、これに対してチンギス・カンは遠征軍に加わらずオングト部領に留まるよう命じた。
『集史』「オングト部族志」によると金朝侵攻を手助けしたアラクシに対してチンギス・カンは恩賞を与え、さらに自身の娘を嫁がせようとしたが、アラクシは自分ではなく現在金朝の人質となっている甥のセングンに嫁がせるよう願い出たという。そこでアラクシは部下を派遣してセングンを帰国させようとしたが、かつてタヤン・カンに味方することを主張した臣下たちがシャンクイを騙して帰国させず、反乱を起こしてアラクシおよびその息子ブヤン・シバンを殺害してしまった。
ブヤン・シバンの妻アリクは幼い息子のボヨカ、アラクシの甥セングンらとともに逃れ、チンギス・カンが駐屯していた雲中に至った。チンギス・カンはアラクシの忠誠を嘉し、アラクシを高唐王に、アリクを高唐王妃とし、またボヨカはまだ幼かったためにセングンを北平王として厚遇した。
アラクシ以後、オングト部族長は代々チンギス・カン家の公主を娶ることで駙馬（キュレゲン）を称し、アラクシの子孫はモンゴル帝国-大元ウルスにおいて「オングト駙馬王家」として尊重された。しかし、初めてオングト部に嫁いだチンギス・カンの娘アラカイ・ベキが誰に嫁いだかについては史料ごとに記述が異なり、セングン（鎮国）に嫁いだとする記述（『集史』）、ボヨカ（孛要合）に嫁いだとする記述（『元史』）が混在している。
この点について那珂通世、屠寄といった学者は実際にはアラカイ・ベキはモンゴルの風習（レビラト婚）によってセングン、ボヨカ両方と結婚していたが、漢人の倫理観が浸透した後世の文物においてアラカイ・ベキが複数人と結婚していたことを隠そうとしたために矛盾した記述が表れたのだ、とする説を提示した。さらに那珂通世は公主の降嫁を受けていないアラクシが『元朝秘史』において「キュレゲン」を称したのは不自然であるとし、本来アラクシこそが最初にアラカイ・ベキを娶った人物であり、その死後に生き残ったアラカイ（=アリク）がセングンらと結婚したのであると述べた。現在では那珂の提示したアラクシがアラカイ・ベキを娶ったとする説が広く受け容れられている。
『元史』では同じく駙馬王家を形成したコンギラト部のデイ・セチェン、イキレス部のブトゥ・キュレゲンとともに巻118列伝5に立伝されている。

## オングト駙馬王家
- ビヌイ（Binui,Bīnūīبینوی）…アラクシの兄
  - 北平王セングン（Senggün,鎮国／Shankūīشنکوی）
    - 北平王ネグデイ（Negüdei,聶古台／Unkūdāīاونکودای）
- 高唐王アラクシ・ディギト・クリ（Alaqši Digid Quri,阿剌兀思剔吉忽里／Ūlāqūsh Tīkīn Qūrīاولاقوش تیکین قوری）
  - 高唐王ブヤン・シバン（Buyan Šiban,不顔昔班）
    - 高唐王ボヨカ（Boyoqa,孛要合）
      - 高唐王クン・ブカ（Kün Buqa,君不花）
        - ナンギャダイ（Nangiadai,嚢加䚟）
        - コリンチェク（Kölinček,邱隣察）
        - アントン（Antong,安童）

      - アイ・ブカ（Ai Buqa,愛不花／Āībūqāایبوقا）
        - 高唐王コルギス（Körgis,闊里吉思）
          -             - 高唐王ジュアン（J̌u’an,朮安）

        - エセン・カイミシュ（Esen Qaimiš,也先海迷失）
        - アリバダイ（Aribadai,阿里八䚟）
        - 高唐王ジュクナン（J̌uqunan,朮忽難）

      - ジョリグ・ブカ（J̌oliγ Buqa,拙里不花）
        - クシュタン（Quštanz,火思丹）

## 趙国公主
1. 趙国大長公主アラカイ・ベキ(Alaqai begi,阿剌海別吉／Alāqāī Bīkīالاقای بیکی)…太祖チンギス・カンの娘で、アラクシらに嫁ぐ
2. トゥムゲン公主(Tümügen,独木干)…睿宗トゥルイの娘で、北平王ネグデイに嫁ぐ
3. 趙国大長公主ユレク(Yürek,月烈)…世祖クビライの娘で、ボヨカの息子趙武襄王アイ・ブカに嫁ぐ
4. 趙国大長公主イェルミシュ(Yelmiš,葉里迷失)…定宗グユクの娘で、ボヨカの息子趙忠襄王クン・ブカに嫁ぐ
5. 趙国大長公主クダドミシュ(Qudadmiš,忽答迭迷失)…裕宗チンキムの娘で、ブトゥの息子趙忠献王コルギスに嫁ぐ
6. 趙国大長公主アイヤシュリ(Aiyaširi,愛牙失里)…成宗テムルの娘で、クダドミシュの死後コルギスに嫁ぐ
7. 趙国大長公主イリンチン(Irinǰin,亦憐真)…クン・ブカの息子忠烈王ナンギャダイに嫁ぐ
8. 趙国大長公主ウイグル(Uyiγur,回紇)…クン・ブカの息子趙康禧王コリンチェクに嫁ぐ
9. 趙国大長公主アシ・クトゥルク(Asiqutuluq,阿失禿魯)…アイ・ブカの息子鄃忠襄王ジュクナンに嫁ぐ
10. 趙国大長公主スゲバラ(Sugabala,速哥八剌)…ナンギャダイの息子趙王マジャルカンに嫁ぐ